# Opéra-Comique

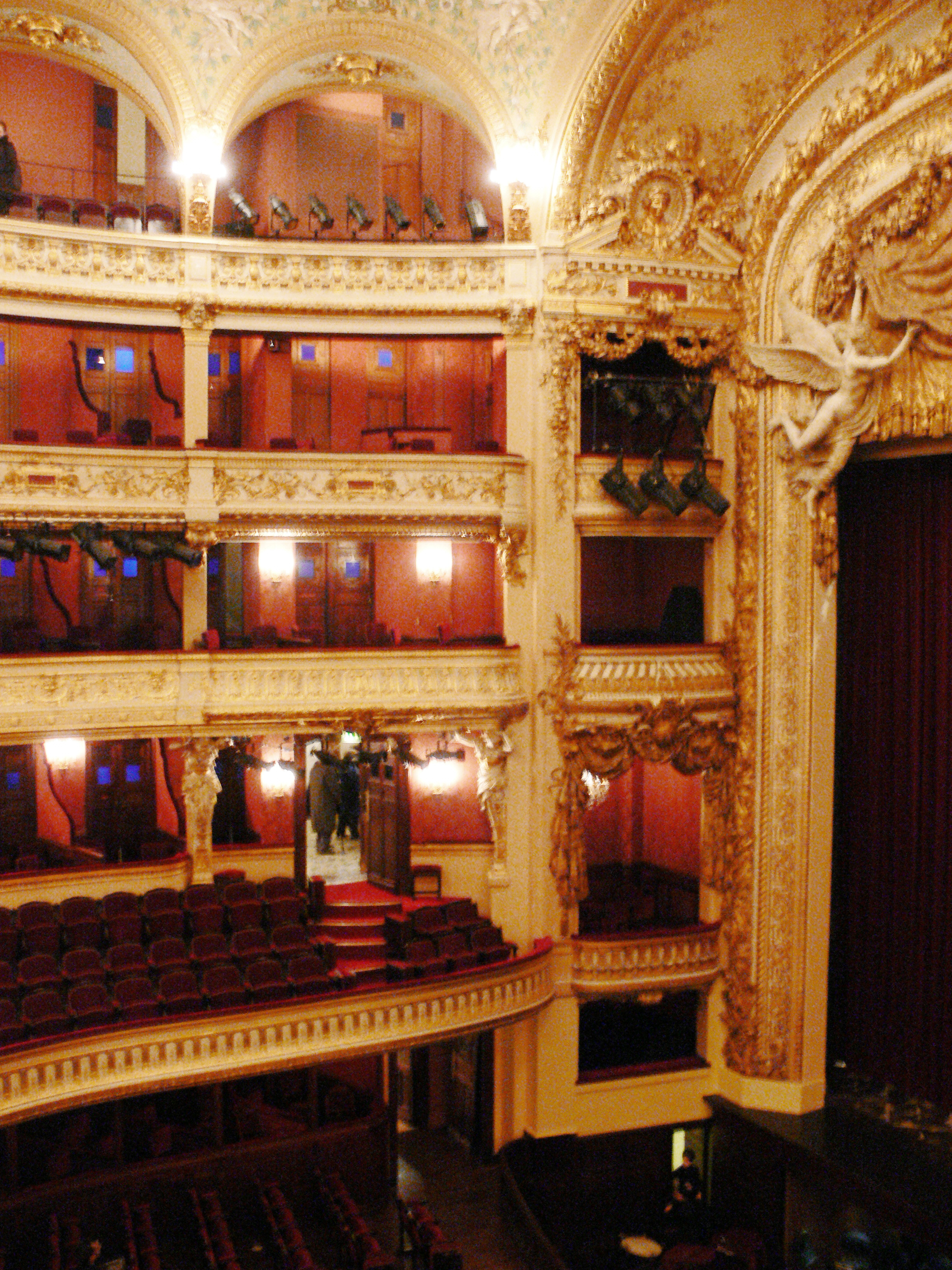
Bên trong Opéra-Comique ngày nay

Opéra-Comique là một đoàn opera được thành lập vào năm 1714, gắn bó với nhà hát cùng tên, còn được gọi salle Favart, ngày này năm gần quảng trường Boieldieu, Quận 2, Paris.
Opéra-Comique thành lập dười thời Louis XIV, xuất phát từ những gánh hát chuyên biểu diễn ở các hội chợ Paris. Sau một thời gian khởi đầu khó khăn, từ năm 1783, Opéra-Comique được chuyển về salle Favart và gắn bó với địa điểm này tời tận ngày này dù tòa nhà hay lần bị cháy, phải xây dựng lại. Opéra-Comique cũng gắn liền với một thể loại opera thường xuyên được trình diễn ở nhà hát, opera comique.
Opéra-Comique ngày nay vẫn trình diễn tại salle Favart và từ năm 2005, trở thành nhà hát quốc gia.

## Các giám đốc của Opéra-Comique
1874-1876 Camille du Locle

1876-1887 Léon Carvalho

Năm 1887 Jules Barbier

1888-1891 Louis Paravey 

1891-1897 Léon Carvalho

1898-1913 Albert Carré

1914-1918 Pierre-Barthélemy Gheusi, Émile và Vincent Isola

1919-1925 Albert Carré, Émile và Vincent Isola

1925-1931 Louis Masson và Georges Ricou

1931-1932 Louis Masson

1932-1936 Pierre-Barthélemy Gheusi

1936-1939 Antoine Mariotte

1939-1940 Henri Busser

1941-1944 Max d'Ollone

1944 Lucien Muratore

1944 (Giải phóng) 4 thành viên hội đồng: Roger Désormière, Pierre Jamin, Louis Musy và Emile Rousseau

1945-1946 Albert Wolff

1946-1948 Henry Malherbe

1948-1951 Emmanuel Bondeville

1952-1953 Louis Beydts>

Hiện nay: Jérôme Deschamps.